# Turecko-islámská unie pro náboženské záležitosti
Turecko-islámská unie pro náboženské záležitosti (turecky Diyanet İşleri Türk İslam Birliği, odtud zkratka DİTİB, německy Türkisch-Islamische Union der Anstalt für Religion) je jednou z největších islámských organizací v Německu. Byla zaregistrována v Kolíně nad Rýnem 5. července 1984, kde má nadále hlavní sídlo. Formálně spadá pod Ředitelství pro náboženské záležitosti, tureckou státní organizaci zajišťující v Turecku organizaci převažujícího hanífovského sunnitského islámu a zodpovídající se přímo tureckému prezidentovi. Její imámové jsou fakticky tureckými státními zaměstnanci a historicky se jednalo převážně o Turky, kteří v Turecku i vystudovali a ani neumí německy.
Vazba na Turecko a možné využívání organizace Tureckem pro špionážní a politické účely je předmětem kontroverzí a organizace je od září 2018 oficiálně zkoumána německým Spolkovým ústavem pro ochranu ústavy. V prosinci roku 2023 došlo k dohodě této organizace s  ministerstvo vnitra s touto unií a tureckým náboženským úřadem (Diyanet). Součástí dohody je i vzdělávání německých imámů na Islámské univerzitě v Osnabrücku, vzniklé roku 2019. Zde ukončí vdělání asi sto imámů ročně.